# برايان أولدفيلد
برايان أولدفيلد (بالإنجليزية: Brian Oldfield)‏ هو لاعب دفع الجلة أمريكي، ولد في 1 يونيو 1945 في إلجين في الولايات المتحدة، وتوفي في 26 مارس 2017 في إلينوي في الولايات المتحدة.

## وصلات خارجية
- برايان أولدفيلد على موقع الاتحاد الدولي لألعاب القوى (الإنجليزية)
- برايان أولدفيلد على موقع اللجنة الأولمبية الدولية (الإنجليزية)
- برايان أولدفيلد على موقع أوليمبيديا (الإنجليزية)
- برايان أولدفيلد على موقع IMDb (الإنجليزية)
- برايان أولدفيلد على موقع الموسوعة البريطانية (الإنجليزية)
- برايان أولدفيلد على موقع قاعدة بيانات الفيلم (الإنجليزية)